# 花神 (提香)
《花神》（Flora）是意大利文艺复兴晚期画家提香的一幅布面油画，绘制于 1515 年左右，现藏于佛罗伦萨乌菲兹美术馆。
提香在这一时期的许多作品中都描绘了这个女人，包括 《镜中的女人》 、《莎乐美》 、《维奥兰特》和《虚荣》等。对这幅画的女人的身份有所争议：有人认为是妓女；有人认为是新娘，还有人根据她手中的春天花朵，认定她是古代春天和植物女神弗洛拉。